# Levi Eismark
Levi Eismark, född 6 juli 1938 i Karlstad, död 3 maj 2021 i Charlottenberg, var en svensk konstnär.
Eismark studerade vid Gerlesborgsskolan i Bohuslän 1964–1966. Han medverkade i bland annat Höstutställningar på Värmlands museum, Konstfrämjandet i Karlstad och vårsalonger i Karlskoga konsthall. Separat ställde han ut på Silvénska villan i Säffle och Glava. Han tilldelades Lussestipendiet 1965. 
Eismarks konst består huvudsakligen av akvareller med landskapsmotiv från Glavatrakten och i mindre omfattning motiv utförda i pastell, kol och olja.
Eismark är representerad vid Värmlands museum och Karlskoga kommuns konstsamling med tre verk.